# 杉山弘 (官僚)
杉山 弘（すぎやま ひろし、1933年3月2日 - ）は、日本の通商産業官僚。通商産業事務次官や、電源開発代表取締役社長、日本原子力発電取締役等を務めた。

## 人物・経歴
群馬県立渋川高等学校を経て、東京大学法学部卒業。1956年通商産業省入省。同期に尾身幸次（第6代財務大臣）、野々内隆（資源エネルギー庁長官）、川崎弘（経済企画審議官、東京電力副社長）、守屋一彦（日本化学繊維協会理事長）など。通商産業省貿易局長、通商産業省機械情報産業局長、通商産業省産業政策局長を経て、1988年から89年まで通商産業事務次官を務めた。退官後、電源開発代表取締役社長企業革新推進本部本部長・大間原子力推進本部本部長委嘱兼日本原子力発電取締役を務め、民営化に向け経営改革にあたった。2001年電源開発特別顧問。